# 성남시내버스 (기업)
성남시내버스 주식회사(城南市內버스 株式會社)는 대한민국 경기도 성남시에 연고를 둔 시내버스 회사이다. 계열사로는 성남시 마을버스 업체인 성남여객버스와 천연가스 전문회사인 SN테크, 수입차 판매업체인 닛산코리아 성남모터스가 있다. 성남시에서 최다 노선 및 버스를 운행하고 있다. 또한 경기도내 최다 저상버스를 보유 운영하고 있으며, 교통약자의 이동편의 증진법 시행에 따른 특별교통수단인 성남시 장애인복지콜택시 50대를 위탁 운영하고 있다.

## 역사
1992년 창업하여 성남시의 시내버스를 운행하였고, 2002년에는 최종 부도 처리된 舊 경기교통(성남시 소재)(성남시의 시내버스 운행회사, 1974년 설립)의 노선을 일부 인수하였다.

## 현황
2021년 1월 기준이다.
| 운행업체     | 보유 노선수 | 보유 노선수 | 보유 노선수 | 보유 노선수 | 보유 노선수 | 등록 대수 | 등록 대수 | 등록 대수 | 등록 대수 | 등록 대수 |
| ------------ | ----------- | ----------- | ----------- | ----------- | ----------- | --------- | --------- | --------- | --------- | --------- |
| 운행업체     | 노선 합계   | 광역급행    | 직행좌석    | 일반좌석    | 시내일반    | 대수 합계 | 광역급행  | 직행좌석  | 일반좌석  | 시내일반  |
| 성남시내버스 | 29          | -           | 3           | -           | 26          | 367       | -         | 17        | -         | 350       |

## 운행 노선

### 도시형버스
- ● 33번 : 사기막골 ↔ 요한성당[4]
- ● 33-1번 : 한국폴리텍대학 성남지역대학 ↔ 구미동[4]
- ● 50번 : 야탑고등학교 ↔ 복정역
- ● 50-1번 : 야탑고등학교 ↔ 복정역(2017년 12월 15일 신설)(50번 노선과 유사)
- ● 51번 : 사기막골 ↔ 분당서울대병원 1층 로비
- ● 52번 : 사송동공영차고지 ↔ 남한산성
- ● 55번 : 사송동공영차고지 ↔ 남한산성입구(판교역 경유)
- ● 60번 : 야탑고등학교 ↔ 복정역(위례신도시 경유)(2021년 12월 24일 복정역 단축)
- ● 100번 : 사기막골 ↔ 가락시장역[4]
- ● 200번 : 도촌주택단지 ↔ 스타필드시티 위례
- ● 220번 : 사기막골 ↔ 한국학중앙연구원
- ● 231번 : 판교제2테크노밸리 ↔ 복정역(위례신도시, 거여역 경유)(2018년 11월 26일 신설)
- ● 250번 : 도촌동 ↔ 궁안마을
- ● 315번 : 판교제2테크노밸리 기업성장센터 ↔ 복정역(2020년 8월 14일 15-1번에서 번호 변경 및 노선 단축)
- ● 330번 : 한국폴리텍대학 성남지역대학 ↔ 운중동(출근 시간대 1부 차량 야탑역 ↔ 판교테크노밸리 운행)
- ● 331번 : 모란시장 ↔ 수서역(2016년 10월 10일 신설)
- ● 340번 : 사기막골 ↔ 대장지구(2021년 6월 4일 노선 연장)
- ● 341번 : 한국학중앙연구원 ↔ 청계산입구역(구 340-1번, 2020년 9월 28일 노선 연장)
- ● 342번 : 모란시장 ↔ 청계산 옛골(2021년 2월 19일 신설)
- ● 370번 : 사송동공영차고지 ↔ 오리역(2017년 9월 4일 신설)
- ● 380번 : 도촌동 ↔ 대장지구(2015년 4월 27일 신설, 2021년 6월 11일 노선 변경)
- ● 382번 : 모란시장 ↔ 이노밸리
- ● 810번 : 밀알6차빌라 ↔ 수진역(성남시민버스의 파산 신청으로 2022년 7월 18일 이관 및 일반버스로 전환)
- ● 누리1번 : 영생관리사업소 ↔ 궁안마을·쇳골(2019년 5월 3일 신설)
- ● 누리2번 : 새마을연수원 ↔ 청계산 옛골(2019년 5월 3일 신설)
- ● 누리3번 : 럭키타운 ↔ 석운동(2019년 5월 13일 신설)
- ● 누리4번 : 동원동 ↔ 판교역(2020년 6월 1일 신설, 평일만 운행)

### 직행좌석버스
- ● 4500번 : 사송동공영차고지 ↔ 모란역 ↔ 야탑역 ↔ 차그룹컨소시엄 ↔ 운중도서관 ↔ 용인서울고속도로(서수지TG 경유) ↔ 광교상현IC ↔ 광교역사공원 ↔ 경기대학교 수원캠퍼스 ↔ 경기도남부경찰청 ↔ 수원월드컵경기장 ↔ 아주대 ↔ 수원시청역 ↔ 수원종합버스터미널(2021년 1월 11일 4000번에서 분리 신설 및 경기도 공공버스 전환)
- ● 9507번 : 대장지구 ↔ 운중동 ↔ 운중동행정복지센터 ↔ 화랑공원 ↔ 분당수서로 ↔ 대모산입구역 ↔ 학여울역 ↔ 삼성역 ↔ 청담역 ↔ 압구정동(기존 9407번 분리 신설, 2021년 1월 11일 경기도 공공버스 전환 및 노선 변경, 2021년 6월 4일 노선 연장)
- ● 9607번 : 구미동차고지 ↔ 분당서울대병원 ↔ 분당동행정복지센터 ↔ 이매역 ↔ 야탑역 ↔ 모란역 ↔ 분당수서로 ↔ 대모산입구역 ↔ 학여울역 ↔ 삼성역 ↔ 청담역 ↔ 압구정동(2011년 5월 신설)

## 이전 보유 노선

### 도시형버스
- ● 2번 : 한국학중앙연구원 ↔ 한국폴리텍대학 성남지역대학(2017년 9월 4일 폐지)[4]
- ● 2-1번 : 한국폴리텍대학 성남지역대학 ↔ 오리역(2017년 9월 4일 폐지)[4]
- ● 9번 : 모란역 ↔ 남한산성(2003년 광주시 소재 대원고속에 매각)[4]
- ● 15번 : 새마을연수원 ↔ 궁안마을(2019년 5월 3일 폐선, 누리1번으로 대체)
- ● 15-1번 : 서현역 ↔ 성남영어마을(2011년 10월 15번에 노선 통합, 315번으로 변경된 15-1번과는 완전히 다른 노선이다.)
- ● 82번 : 모란역 ↔ 통계청·태평역(사기막골 경유, 출근 시간대 급행버스. 382번으로 변경)
- ● 88번 : 사기막골 ↔ 사기막골(모란역 경유, 성남 구시가지 순환 노선, 2019년 9월 21일 성남시 소재 성남여객버스로 양도)
- ● 88-1번 : 사기막골 ↔ 사기막골(안전교통에 매각, 마을버스로 전환. 모란역 경유, 88번의 역순환 노선 및 성남 舊 시가지 순환 노선)
- ● 90번 : 선경아파트 ↔ 복정고등학교(2013년 3월 15번과 통합)
- ● 110번 : 사기막골 ↔ 가락시장역(407번 성남 단축 구간 대체 노선, 60번에 통합)(2015년 3월 2일~2016년 1월 15일)
- ● 210번 : 사기막골 ↔ 도촌동(2011년 10월 노선 폐선)
- ● 220-1번 : 운중동 ↔ 국가정보대학원(2011년 10월 330번에 노선 통합)
- ● 223번 : 사기막골 ↔ 국가정보대학원(2010년 4월 5일 폐선. 이후 운중동 ↔ 국가정보대학원 구간을 대체할 220-1번 노선을 신설)
- ● 230번 : 도촌동 ↔ 오리역(2011년 10월 노선 폐선)
- ● 232번 : 복정역 ↔ 복정역(거여역, 위례신도시 경유)(2018년 11월 26일~2019년 6월 14일 231번으로 통합)
- ● 250-1번 : 럭키타운아파트 ↔ 성남영생관리사업소(2012년 10월 252번, 성남시 소재 안전교통 251번 마을버스로 분리되면서 폐선)
- ● 252번 : 성남영생관리사업소 ↔ 경남아너스빌(2015년 4월 27일 380번 개통과 동시에 폐선)
- ● 260번 : 성남영생관리사업소 ↔ 새마을연수원(2017년 12월 18일~2019년 5월 3일 누리1번 및 누리2번으로 대체)
- ● 340-1번 : 사기막골 ↔ 경남아너스빌(2019년 12월 5일 야탑역~사기막골 구간 단축과 동시에 341번으로 번호 변경)
- ● 360번 : 기업성장센터 ↔ 레이크포레4단지 (2021년 6월 25일 신설, 2022년 12월 31일 폐선)
- ● 442번 : 상대원동 ↔ 삼성역(동성교통의 舊 4420번 대체 개통)(2007년 1월 20일~?)[5][6]
- ● 812번 : 테크노파크 ↔ 판교역 (2022년 12월 30일 분당마을버스로 이관, 82번으로 번호 변경)

### 직행좌석버스
- ● 1111번 : 오리역 ↔ 삼성역(2005년 9월 1일 9407번으로 번호 변경 및 신사중학교까지 연장)[4]
- ● 4000번 : 사송동공영차고지 ↔ 수원종합버스터미널(2021년 1월 11일 4500번으로 번호 변경 및 분리 신설 후 수원시 소재 성우운수 단독 운행으로 변경)
- ● 9407번 : 오리역 ↔ 신사중학교(이 노선은 성남시 소재 대명운수와 공동배차 운행했음. 舊 1111번. 2014년 7월 16일 입석금지 대책 이후로 공동배차 철수)[4]
- ● S3355번 : 남한산성입구 ↔ 판교역(매주 토요일에만 운행)

## 보유 차종

#### 자일대우버스
- 자일대우 NEW BS090
- 자일대우 NEW BS106
- 자일대우 NEW BS110
- 자일대우 FX116 하모니
- 자일대우 BS110 EV

#### 현대자동차
- 현대 그린시티
- 현대 뉴 슈퍼 에어로시티
- 현대 저상 뉴 슈퍼 에어로시티
- 현대 일렉시티
- 현대 뉴 프리미엄 유니버스 프라임

#### 포톤 자동차
- 포톤 그린어스 EV

#### 본럭 버스
- BLK 일레누스 EV

#### 킹롱
- 킹롱 시티라이트

#### MAN
- MAN 라이온스 시티

#### 볼보버스
- 볼보 B8RLE

## 본점 및 지점 현황
- 본점 : 경기도 성남시 분당구 판교로 774 (야탑동)
- 상대원동지점 : 경기도 성남시 중원구 순환로 233 (상대원동)
- 상대원동제2지점 : 경기도 성남시 중원구 순환로 242 (상대원동)

## 갤러리

성남시내버스 90번
성남시내버스 200번
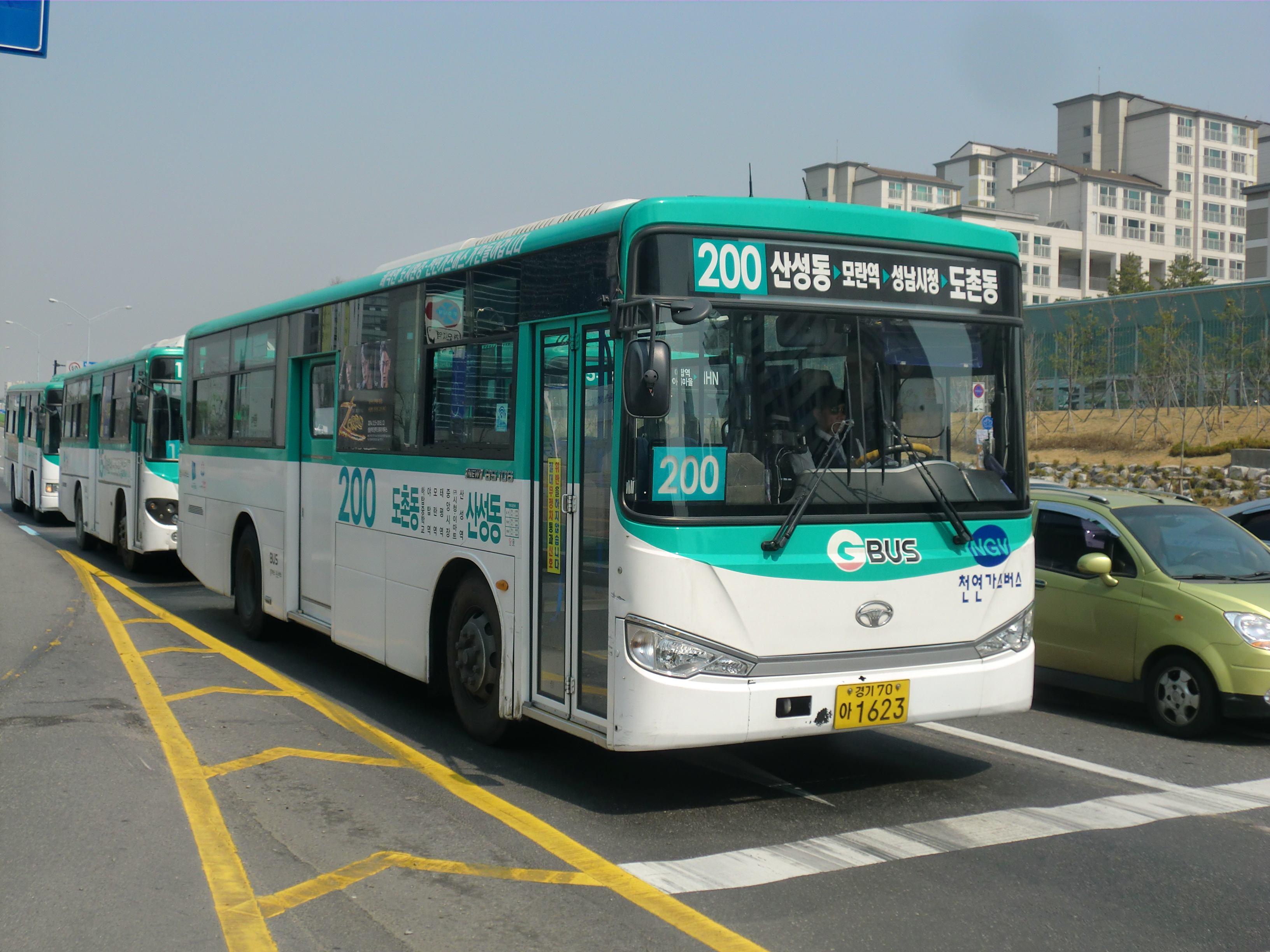
성남시내버스 200번
성남시내버스 250번
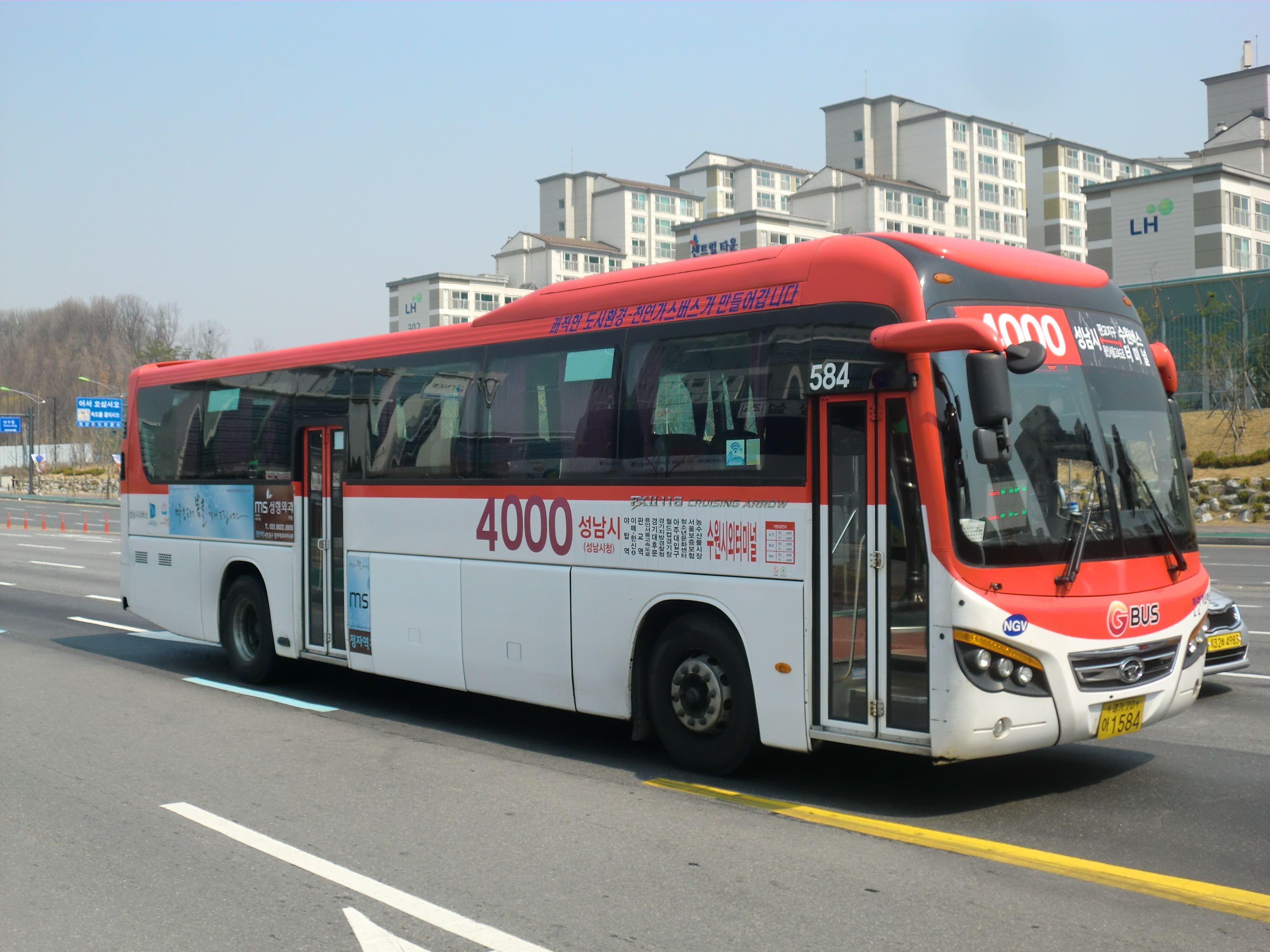
성남시내버스 4000번(現.성남시내버스 4500번)